# Selezioni giovanili della nazionale maschile di pallacanestro dell'Unione Sovietica
Le selezioni giovanili della nazionale di pallacanestro dell'Unione Sovietica sono state gestite dalla Federazione cestistica dell'Unione Sovietica ed hanno partecipato ai tornei cestistici internazionali per squadre nazionali, limitatamente a specifiche classi d'età.

## Universitaria
Rappresentava la selezione composta dagli atleti universitari della nazionale sovietica.

### Partecipazioni
Universiadi
- 1959 -  1°
- 1961 -  1°
- 1965 -  2°
- 1970 -  1°
- 1973 -  2°

- 1977 -  2°
- 1981 -  2°
- 1985 -  1°
- 1989 -  2°
- 1991 -  3°

 Unione Sovietica universitaria - Pallacanestro alla I UniversiadeBahlej, Fomičëv, Hladun, Kutuzov, Mamontov, S. Prjachin, Stremouchov, Val'tin, Venediktov, Vystavkin, All. Viktor Rudakas
 Unione Sovietica universitaria - Pallacanestro alla II Universiade - Torneo maschileBahlej, Hladun, Kaljužnyj, Kovjanov, Kutuzov, Okipnjak, Poplavskij, Šologon, Stremouchov, Val'tin, Vystavkin, All. Vladimir Šablinskij
 Unione Sovietica universitaria - Pallacanestro alla IV Universiade - Torneo maschileI. Bykov, A. Glurdžidze, Ivanov, I. Medvedev, V. Muchin, V. Okipnjak, Paulauskas, Sak'andelidze, V. Sarpalius, Selichov, A. Shiereli, Tomson, All. Jurij Ozerov
 Unione Sovietica universitaria - Pallacanestro alla VI Universiade - Torneo maschileA. Belov, S. Belov, Bološev, Bol'šakov, Jadėška, Fedorov, Ivanov, Kovalenko, Krikun, Paulauskas, Tomson, Žarmuchamedov, All. Vladimir Kondrašin
 Unione Sovietica universitaria - Pallacanestro alla VII Universiade - Torneo maschileArzamaskov, Belov, Bološev, Jadėška, Kovalenko, Korkia, Lušnenko, Myškin, Pavlov, Sak'andelidze, Salumets, Sidjakin, All. Vladimir Kondrašin
 Unione Sovietica universitaria - Pallacanestro alla IX Universiade - Torneo maschileAbel'janov, Arlauskas, Gončarov, Jovaiša, Kravčenko, Pavilonis, Petrakov, Popkov, Sidjakin, Silant'ev, Zemljanuchin, Žukaitis, All. Stepas Butautas
 Unione Sovietica universitaria - Pallacanestro all'XI Universiade - Torneo maschileBelostennyj, Valters, Grišaev, Deriugini, Jovaiša, Kapustin, Korolev, Popov, Pustogvar, Tkačenko, Šereverja, Enden, All. Vladimir Kolos
 Unione Sovietica universitaria - Pallacanestro alla XIII Universiade - Torneo maschileBazarevič, Belostennyj, Chomičius, Hoborov, Jēkabsons, Korolëv, Kurtinaitis, Marčiulionis, Sabonis, Tichonenko, Valters, Volkov, All. Vladimir Obuchov
 Unione Sovietica universitaria - Pallacanestro alla XVI Universiade - Torneo maschileBerežinskij, Brazis, Gončarov, Jasinskij, Kryžanovskij, Mel'nik, Šaptala, Smagin, Spolitis, Terent'ev, All. Modestas Paulauskas

## Under-19
Ha rappresentato i migliori giocatori di nazionalità sovietica di età non superiore ai 19 anni. Ha partecipato a tutte le manifestazioni internazionali giovanili di pallacanestro per nazioni gestite dalla FIBA.

### Partecipazioni
Mondiali Under-19
- 1979 - 5°
- 1983 -  2°
- 1987 - 7°
- 1991 - 9°

 Unione Sovietica under 19 - Campionato mondiale maschile di pallacanestro Under-19 19794 Buzlajakov, 5 Kurtinaitis, 6 Grdzelidze, 7 Sucharev, 8 Kuz'min, 9 Berežnyj, 10 Popov, 11 Valikonis, 12 Gorin, 13 Tjubin, 14 Milovidov, 15 Aver'janov,        All. -
 Unione Sovietica under 19 - Campionato mondiale maschile di pallacanestro Under-19 19834 Grebnev, 5 Žarkov, 6 Sokk, 7 Miglinieks, 8 Ochotnikov, 9 Žukanenko, 10 Kornichin, 11 Tichonenko, 12 Kočergin, 13 Marčiulionis, 14 Volkov, 15 Sabonis,        All. -
 Unione Sovietica under 19 - Campionato mondiale maschile di pallacanestro Under-19 19874 Vatažok, 5 Rezcov, 6 Qadaşev, 7 Poljach, 8 Meleščenko, 9 Vojlinenko, 10 Orechov, 11 Babkov, 12 Laksa, 13 Minaev, 14 Vētra, 15 Pinčuk,        All. -
 Unione Sovietica under 19 - Campionato mondiale maschile di pallacanestro Under-19 19914 Ol'brecht, 5 Judin, 6 Petenev, 7 Karasëv, 8 Goutorov, 9 Okunskij, 10 Grezin, 11 Kudelin, 12 Kondratov, 13 Fetisov, 14 Gračev, 15 Michajlov,        All. -

## Under-18
Ha rappresentato i migliori giocatori di nazionalità sovietica di età non superiore ai 18 anni. Ha partecipato a tutte le manifestazioni internazionali giovanili di pallacanestro per nazioni gestite dalla FIBA.
Agli inizi la denominazione originaria era "nazionale Cadetti", in quanto la FIBA classificava le fasce di età sotto i 18 anni con la denominazione "cadetti".

### Partecipazioni
FIBA EuroBasket Under-18
- 1964 -  1°
- 1966 -  1°
- 1968 -  1°
- 1970 -  1°
- 1972 -  3°

- 1974 - 5°
- 1976 -  2°
- 1978 -  1°
- 1980 -  1°
- 1982 -  1°

- 1984 -  1°
- 1986 -  2°
- 1988 - 5°
- 1990 -  2°

## Under-16
Ha rappresentato i migliori giocatori di nazionalità sovietica di età non superiore ai 16 anni. Ha partecipato a tutte le manifestazioni internazionali giovanili di pallacanestro per nazioni gestite dalla FIBA.
Agli inizi la denominazione originaria era "nazionale Allievi", in quanto la FIBA classificava le fasce di età sotto i 16 anni con la denominazione "allievi".

### Partecipazioni
FIBA EuroBasket Under-16
- 1971 -  3°
- 1973 -  1°
- 1975 -  1°
- 1977 -  3°
- 1979 - 5°

- 1981 -  1°
- 1983 - 6°
- 1985 - 5°
- 1987 -  3°
- 1989 - 5°

- 1991 - 5°